# Alūksne
Alūksne er beliggende i Alūksnes distrikt i det nordøstlige Letland og fik byrettigheder i 1920. Byen er beliggende ved Alūksne sø, hvor Alūksne Slot ligger på en ø midt i søen. Før Letlands selvstændighed i 1918 var byen også kendt på sit tyske navn Marienburg.